# 51
51（五十一、ごじゅういち、いそひと、いそじあまりひとつ）は自然数、また整数において、50の次で52の前の数である。

## 性質
- 51は合成数であり、正の約数は 1, 3, 17, 51 である。
  - 約数の和は72 。
- 1/51 = 0.0196078431372549… (下線部は循環節で長さは16)
  - 逆数が循環小数になる数で循環節が16になる3番目の数である。1つ前は34、次は68。
- 6番目の五角数 ( 51 = 6 × (3 × 6 − 1)/2 ) である。1つ前は35、次は70。
  - 51 = 6 + 7 + 8 + 9 + 10 + 11
- 51 = 3 × 17
  - 18番目の半素数である。1つ前は49、次は55。
  - n = 1 のときの 17 × 3n の値とみたとき1つ前は3、次は153。(オンライン整数列大辞典の数列 A258598)
- 513 = 132651 になり下2桁が51になる。n と n3 の下2桁が同じになる5番目の数である。1つ前は49、次は75。
  - この性質をもつ数は偶数乗においても下2桁が等しくなる。
例．512 = 2601、514 = 6765201
  - この性質をもつ2桁の数字列は、他に00, 01, 24, 25, 49, 75, 76, 99がある。(オンライン整数列大辞典の数列 A008856)
- 正五十一角形は、定規とコンパスのみで作図できる18番目の正多角形である。1つ前は正四十八角形、次は正六十角形。(オンライン整数列大辞典の数列 A003401)
  - 奇数正多角形では5番目の正多角形である。1つ前は正十七角形、次は正八十五角形。
- 51, 52, 53の3連続整数の3辺でできる三角形の面積が整数(1170)となる3番目の組である。1つ前は13, 14, 15、次は193, 194, 195。
- 各位の和(数字和)が6になる6番目の数である。1つ前は42、次は60。
  - 各位の和(数字和)が n になる n 番目の数である。1つ前は41、次は61。
- 各位の積が5になる3番目の数である。1つ前は15、次は115。(オンライン整数列大辞典の数列 A199985)
- 51 = 12 + 12 + 72 = 12 + 52 + 52
  - 3つの平方数の和2通りで表せる5番目の数である。1つ前は41、次は57。(オンライン整数列大辞典の数列 A025322)
  - 51 = 72 + 2
    - n = 2 のときの 7n + n の値とみたとき1つ前は8、次は346。(オンライン整数列大辞典の数列 A226199)
- 14番目の幸運数である。1つ前は49、次は63。
  - 累乗数はもちろん1にもなり得ない10番目の幸運数である。1つ前は43、次は63。

## その他 51 に関連すること
- 51 × 単位
  - (513/7)° = 2/7 π（ラジアン）= 4/7 R である。これは 1/7周、すなわち正七角形の中心角であり、すなわちその外角である。
  - 英仏海峡トンネルは、総延長距離51km（50.45 km、海底部37.9 km）
- 51番目のもの
  - 元プロ野球選手イチローの背番号は51(ただし、ニューヨーク・ヤンキース在籍時は31)。シアトル・マリナーズでは彼の功績を讃えての永久欠番となっている。
  - 第51番元素はアンチモン (Sb)。
  - 第51代天皇は平城天皇である。
  - 日本の第51代内閣総理大臣は吉田茂である。
  - 大相撲の第51代横綱は玉の海正洋である。
  - 第51代ローマ教皇はシンマクス（在位：498年11月24日～514年7月19日）である。
  - 易占の六十四卦で第51番目の卦は、震為雷。
  - クルアーンにおける第51番目のスーラは撒き散らすものである。
  - アメリカ合衆国51番目の州はまだ存在しないが、将来誕生するかもしれない。
  - 年始から51日目は2月20日。
  - 第51代IWGPヘビー級王座は中西学である。
- 51 は、トランプゲームの一つ。
- 国鉄D51形蒸気機関車：日本の旧国鉄で最も多く製造された蒸気機関車。
- D-51（男声デュオ）
- 国鉄51系電車
- 『51%』 UVERworldの楽曲、2ndアルバムBUGRIGHT収録。数字を含めて英語読みである。
- エリア51
- 『彼女を守る51の方法』は、古屋兎丸による日本の漫画作品。